# 茨城県道312号古河停車場線

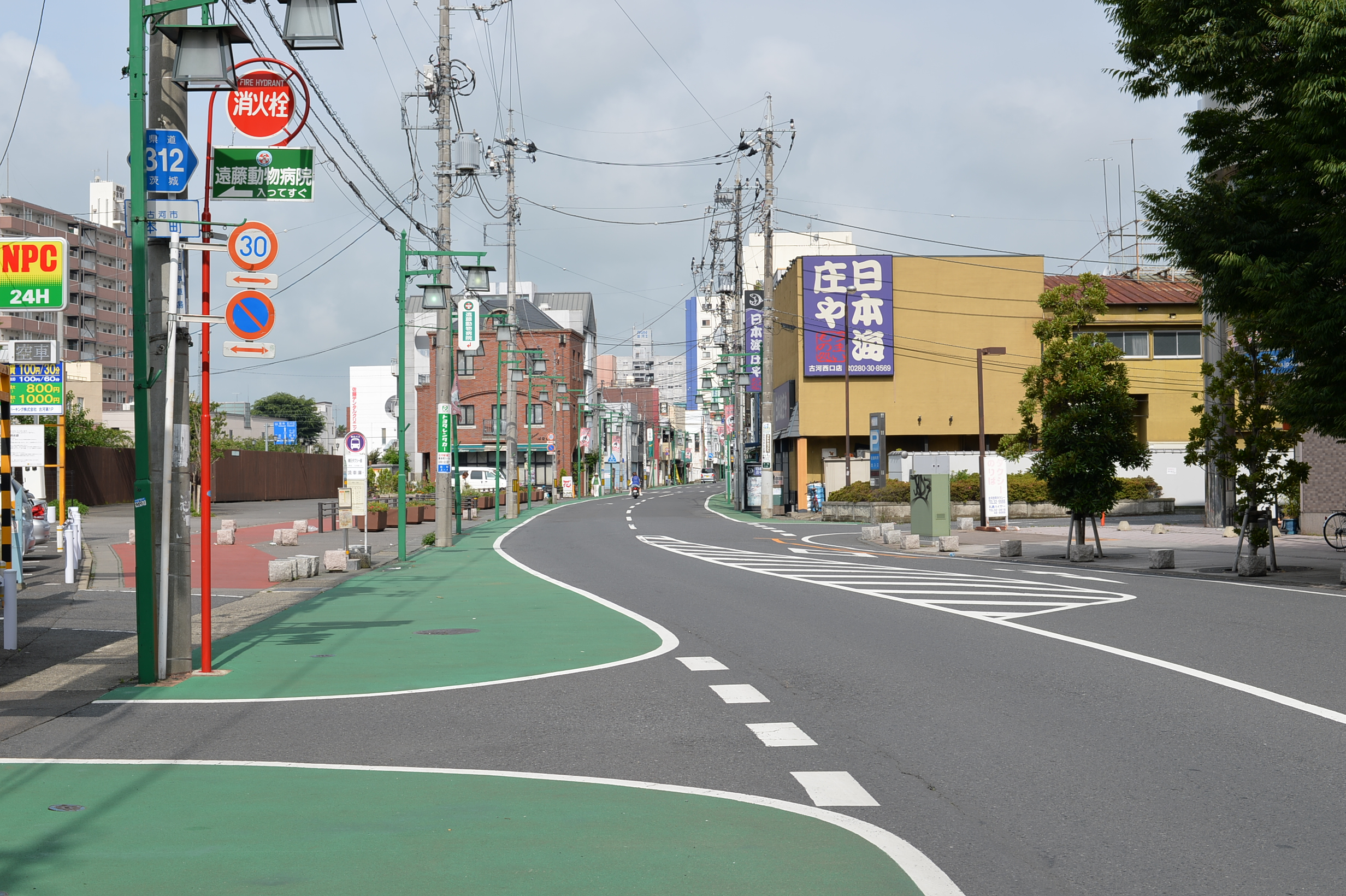
茨城県道312号古河停車場線
古河市本町（2014年7月）

茨城県道312号古河停車場線（いばらきけんどう312ごう こがていしゃじょうせん）は、茨城県古河市のJR宇都宮線（東北本線）古河駅から茨城県道261号野木古河線までを結ぶ一般県道である。

## 概要
古河駅西口と旧日光街道（国道4号旧道で現在は茨城県道261号野木古河線）を東西に約300メートル (m) 程で結ぶ、古河中心市街にある一般県道である。

### 路線データ
- 起点：茨城県古河市本町一丁目（古河駅前）[1]
- 終点：茨城県古河市本町二丁目6058番1地先まで（茨城県道261号野木古河線交点＝古河駅西口入口交差点）[2]
- 総延長：515 m[3]
- 重用延長：なし[3]
- 未供用延長：なし[3]
- 実延長：515 m[3]
- 自動車交通不能区間延長[注釈 1]：なし[3]

## 歴史
1959年（昭和34年）10月14日、新たな県道として古河市大字古河の古河停車場を起点とし、一級国道四号線（旧道国道4号、現在は県道野木古河線に降格）交点を終点とする区間を本路線とする県道古河停車場線として茨城県が県道路線認定した。1995年（平成7年）に整理番号312となり現在に至る。

### 年表
- 1885年（明治18年）7月16日：古河駅が開業する。
- 1920年（大正9年）4月1日：現在の路線の前身である古河停車場線が路線認定される。[4]
- 1959年（昭和34年）10月14日
  - 現在の路線が路線認定される（図面対象番号269）[1]。
  - 道路の区域は、古河市大字古河の古河停車場から古河市大字古河の一級国道四号線交点までと決定された[5]。
- 1995年（平成7年）3月30日：整理番号325から現在の番号（整理番号312）に変更される[6]。
- 1996年（平成8年）8月29日：本町二丁目交差点に接続するルートの道路区域が追加決定される[7]。
- 2000年（平成12年）6月5日：古河市本町一丁目の区間が、電線共同溝を整備すべき道路の指定を受ける[8]。
- 2004年（平成16年）
  - 9月30日：暫定道路部分の道路区域（古河市本町二丁目、24m）が追加される[9]。
  - 12月24日：県道野木古河線への取付道路のバイパス区間の一部（古河市本町二丁目）が供用開始される[10]。
- 2007年（平成19年）2月19日：県道野木古河線への取付道路のバイパス区間（古河市本町二丁目）が全線供用開始される[11]。
- 2012年（平成24年）2月27日：県道野木古河線への取付道路の旧道区間（古河市本町一丁目、延長95 m）にあたる部分が、県道指定解除により市道降格する[2]。

## 路線状況
道路法の規定に基づき、古河市本町一丁目（JR古河駅） - 同二丁目（一般県道野木古河線交差）間は、緊急輸送道路として機能を維持するため、災害発生時の被害拡大防止を目的に道路用地内に電柱を建てることが制限されている。

## 地理
常総台地上にある平坦道路で、周辺は旧日光街道の古河宿があった観光地でもある。本路線の終点にあたる古河駅西口入口交差点は、県道野木古河線と交差するほか、主要地方道佐野古河線の起点でもある交差点である。旧日光街道と接続するバイパス通りが開通して以来、それまで古河駅西口から真っ直ぐに接続していた道路の一部が2012年に古河市に移管されたため、現在はクランク状の線形となっている。

### 通過する自治体
- 茨城県古河市

### 交差する道路
- 茨城県道261号野木古河線（古河駅西口入口交差点・終点）
- 茨城県道9号佐野古河線（古河駅西口入口交差点・終点）

### 沿線
- JR古河駅（古河市本町一丁目）
- 大聖院（古河市本町二丁目）